# Alpen-Perlmuttfalter
Der Alpen-Perlmuttfalter (Boloria thore) oder Bergwald-Perlmuttfalter ist ein Schmetterling (Tagfalter) aus der Familie der Edelfalter (Nymphalidae). Das Artepitheton leitet sich von Thor, dem nordischen Gott des Donners ab.

## Merkmale

### Falter
Die Flügeloberseiten der Falter, die eine Spannweite von etwa 28 bis 34 Millimetern haben, sind in der Regel hellbraun bis orange-braun gefärbt und von einer Zeichnung, die aus groben, schwarzen, teilweise ineinander verschmolzenen Punkten und Linien besteht, durchzogen. Diese ist insbesondere in der Nähe der Submarginalregion der Hinterflügel ausgeprägt. Charakteristisch ist auch die rostrot gefärbte Hinterflügelunterseite, die von wenigen unregelmäßigen gelblichen Zeichnungselementen unterbrochen wird.

### Ei, Raupe
Das gelbweiße Ei ist mit 19 Längsrippen versehen. Die Raupen sind schwarzbraun gefärbt, haben große gelbliche Flecke an den Seiten sowie kurze dunkelgraue Borsten.

### Ähnliche Arten
Der Alpen-Perlmuttfalter ähnelt insbesondere den folgenden beiden Arten:
- Ähnlicher Perlmuttfalter (Boloria napaea). Die Flügeloberseite der Männchen ist bei dieser Art jedoch leuchtender orangebraun gefärbt, während die in der Grundfarbe insgesamt dunkleren Weibchen eine weniger ausgedehnte und feinere Zeichnung zeigen.
- Mädesüß-Perlmuttfalter (Brenthis ino). Deren Falter ähneln nur den nordeuropäischen Exemplaren von B. thore, sind jedoch insgesamt leuchtender orangebraun gefärbt und feiner gezeichnet.

Die Hinterflügelunterseite von B. thore ähnelt auch mehr oder weniger den Arten Hochmoor-Perlmuttfalter (Boloria aquilonaris), Natternwurz-Perlmuttfalter (Boloria titania), Magerrasen-Perlmuttfalter (Boloria dia), Alpenmatten-Perlmuttfalter (Boloria pales) und Boloria graeca. Alle diese vorgenannten Arten haben jedoch eine geringer ausgeprägte dunkle Zeichnung auf der Vorderflügeloberseite.

## Verbreitung und Lebensraum
Die Art kommt in Fennoskandien (nördlich des 62. Breitengrades), den Alpen sowie Nordasien und Japan vor. Sie ist überwiegend in Höhen zwischen 800 und 1800 Metern in feuchten Laubmischwäldern und Tälern sowie Bachufern anzutreffen.

## Lebensweise
Die Falter leben in einer Generation von Ende Juni bis August. Sie fliegen bevorzugt an schattigen oder halbschattigen Stellen und nehmen gerne Nahrung von verschiedenen Blüten, wie Alpen-Greiskraut (Senecio alpinus), Wald-Witwenblume (Knautia dipsacifolia) oder Sumpf-Kratzdistel (Cirsium palustre) auf. Die Raupen leben an niedrigen Pflanzen, bevorzugen aber Veilchenarten (Viola) und überwintern meist zweimal. Sie können auch problemlos mit Stiefmütterchen (Viola tricolor) gezüchtet werden.

## Gefährdung
Die Art kommt in Deutschland im bayerischen Alpenvorland und den Alpen vor und wird dort auf der Roten Liste gefährdeter Arten in Kategorie 3 (gefährdet) klassifiziert. Außerdem gibt es ein Vorkommen im äußersten Südostzipfel Baden-Württembergs, wo sie den Status R (Art mit geographischer Restriktion) führt.